# Годфри, Уильям
Уильям Годфри (англ. William Godfrey; 25 июля 1889, Ливерпуль, Англия, Соединённое королевство Великобритании и Ирландии — 22 января 1963, Лондон, Англия, Великобритания) — английский кардинал. Титулярный епископ Cius с 21 ноября 1938 по 10 ноября 1953. Архиепископ Ливерпуля с 10 ноября 1953 по 3 декабря 1956. Архиепископ Вестминстера с 3 декабря 1956 по 22 января 1963. Кардинал-священник с 15 декабря 1958, с титулом церкви Санти-Нерео-эд-Акиллео с 18 декабря 1958.

## Ранние годы
Уильям Годфри родился 25 июля 1889 года, в Ливерпуле. Младший сын из рабочей семьи Джорджа Годфри и Марии Гарви. Отец Уильяма работал шофером по перевозке грузов и умер до его рождения. По собственным словам Уильяма, он еще в детстве решил, что станет священником и никогда не рассматривал серьёзно другие варианты.
Он учился в католической иезуитской школе, затем в католическом Колледже Ушоу в Дареме (1903—1910), в Английском Католическом Колледже в Риме (1910—1917). Рукоположён в священники 28 октября 1916 года (в 25 лет) в Риме. Затем продолжил обучение и получил степень доктора философии и богословия в Папском Григорианском Университете в Риме в 1918 году. Принимал участие в Первой мировой войне, где, до рукоположения в священники, служил в Военно-воздушных силах армии Великобритании. В этот период пережил первый сердечный приступ, который скрыл от врачей, так как не хотел, чтобы его комиссовали из армии, поскольку считал, что это может негативно повлиять на решение о его рукоположении в священники.
Служил в Ливерпуле в церкви Святого Михаила до 1919 года. Преподавал классическое искусство, философию и богословие в своей альма-матер, католическом Колледже Ушоу в Дареме (1918—1930). 28 октября 1930 года (в 41 год) возведен в прелаты Его Святейшества с правом носить титул монсеньора и назначен ректором Английского Колледжа в Риме. Запомнился, своей строгостью. Студенты называли его «дядя Билл». В 1935 году Годфри назначен членом папской комиссии на Мальте. В 1937 году был официально приглашенным на коронацию короля Георга VI (отец королевы Елизаветы II).

## Церковная карьера

### Титулярный епископ
10 ноября 1938 года (49 лет) Годфри становится титулярным епископом Cius и его назначают папским делегатом в Великобритании, на Гибралтаре и на Мальте. Епископская хиротония состоялась 21 декабря 1938 года в капелле Английского Колледжа. Церемонию вел член ордена кармелитов итальянский кардинал Рафаеле Росси (англ. Rafaele Rossi), которому помогали и сослужили титулярный архиепископ Чезареи в Палестине Луиджи Тралья (позднее кардинал) и епископ Арльф Хайес (англ. Ralphe Hayes). Таким образом Годфри стал первым папским представителем в протестантской Великобритании с XVI века.
Это должность не является официально дипломатической, как нунций, но служит установлению связи католической иерархии страны и Ватикана. В 1938 году, в преддверии Второй мировой войны папский делегат также докладывал папе о развитии отношений Великобритании и Германии — первостепенной, на тот момент, католической области в Европе.
В 1943 году, в разгар войны, Годфри был назначен папским представителем в Польше (правительство в изгнании в Лондоне).

### Архиепископ Ливерпуля
10 ноября 1953 года (в 64 года) Годфри назначили на должность архиепископа родного Ливерпуля, где он сменил Ричарда Доуни, прослужившего на посту архиепископа Ливерпуля 24 года. В должности 4-го архиепископа Ливерпуля Годфри провел чуть более трех лет, за это время успел внести изменения в проект кафедрального собора Ливерпуля, хотя этот проект не был реализован в итоге.

### Архиепископ Вестминстера
3 декабря 1956 года (в 66 лет) папа Пий XII объявил Годфри 7-м архиепископом Вестминстера, а значил примасом католической церкви Англии и Уэльса. На этом посту он сменил Бернарда Гриффина, скончавшегося от сердечного приступа в возрасте 57 лет. В своей инаугурационной речи, на очередном всплеске холодной войны Годфри раскритиковал коммунизм и обозначил свою миссию, как возвращение Англии к Христовой любви.

### Кардинал
Возведен в кардиналы-священники с титулом церкви Санти-Нерео-эд-Акиллео 18 декабря 1958 года (в 69 лет). Присутствовал на первой сессии Второго Ватиканского собора в 1962 году.

## Взгляды
Просил прихожан уменьшать порции корма, и давать менее дорогую еду домашним животным во время поста, чем вызвал много критики в свой адрес.
Активно выступал против искусственного контроля за рождаемостью.

## Частная жизнь
Увлекался спортом и играл на фортепьяно.

## Кончина
Скончался от сердечного приступа 22 января 1963 года в возрасте 73 лет, в день визита Майкла Рэмси, архиепископа Кентерберийского , примаса англиканской церкви. Похоронен в Вестминстерском соборе в Лондоне.
Бронзовый бюст кардинала, выполненный известным английским скульптором Артуром Флейшманом (англ. Arthur Fleischmann), в 2009 году был выставлен на торги Кристис .